# De Reus (Gennep)
De Reus is een korenmolen in Gennep in de Nederlandse provincie Limburg.
De molen werd in 1846 en 1847 gebouwd nadat de torenmolen in de stad Gennep was afgebrand. De molen brandde daarna zelf af, maar werd direct weer opgebouwd. De molen bleef tot 1951 op windkracht in gebruik en werd daarna enkele malen gerestaureerd. Thans is de molen in de even weken op woensdagmiddagen in gebruik.
De roeden van de molen zijn ruim 27 meter lang en zijn voorzien van het oudhollands hekwerk met zeilen. De molen is ingericht met één koppel maalstenen.
De molen heeft forse afmetingen en wordt daarom "de Reus" genoemd: de kapzolder heeft een middellijn van 5 meter.
De molen is te vinden nabij de Ottersumseweg 16 te Gennep.